# Ручни топ
Ручни топ (енгл. Hand cannon), најраније ручно ватрено оружје. 

## Историја
Први ручни топови настали су у Кини династије Јуан еволуцијом ватрених копаља - заменом цеви од бамбуса гвозденим - око 1280. године, док су се у Европи појавили средином 14. века. Најстарији сачувани примерци из Кине датирају из 1288 (ручни топ из Хејлунгђанга), док се у Европи први пут помињу 1364.године у Перуђи.
Ручни топови настали су као индивидуално ватрено оружје, које је постепено заменило лук и самострел. По облику и механизму опаљивања, били су минијатурна верзија раног топа - бомбарде, насађени задњим делом на дрвени кундак (у облику штапа) који се држи под мишком, или ослоњени на гвоздену виљушку забодену у земљу. Ручни топ из Перуђе имао је цев дужине свега 22 цм.